# Wagneriana iguape
Wagneriana iguape là một loài nhện trong họ Araneidae.
Loài này thuộc chi Wagneriana. Wagneriana iguape được Herbert Walter Levi miêu tả năm 1991.